# 27 Monocerotis
27 Monocerotis, som är stjärnans Flamsteed-beteckning, är en ensam stjärna belägen i den mellersta delen av stjärnbilden Enhörningen. Den har en skenbar magnitud på ca 4,93 och är svagt synlig för blotta ögat där ljusföroreningar ej förekommer. Baserat på parallax enligt Gaia Data Release 2 på ca 10,2 mas, beräknas den befinna sig på ett avstånd på ca 318 ljusår (ca 98 parsek) från solen. Den rör sig närmare solen med en heliocentrisk radialhastighet av ca -28 km/s.

## Egenskaper
27 Monocerotis är en orange till gul jättestjärna av spektralklass K2 III, som har förbrukat vätet i dess kärna och utvecklats bort från huvudserien. Den befinner sig med 94 procent sannolikhet på den röda jättegrenen. Den har en massa som är ca 1,3 solmassor, en radie som är ca 13 solradier och utsänder ca 148 gånger mera energi än solen från dess fotosfär vid en effektiv temperatur av ca 4 600 K.